# 白薇 (植物)

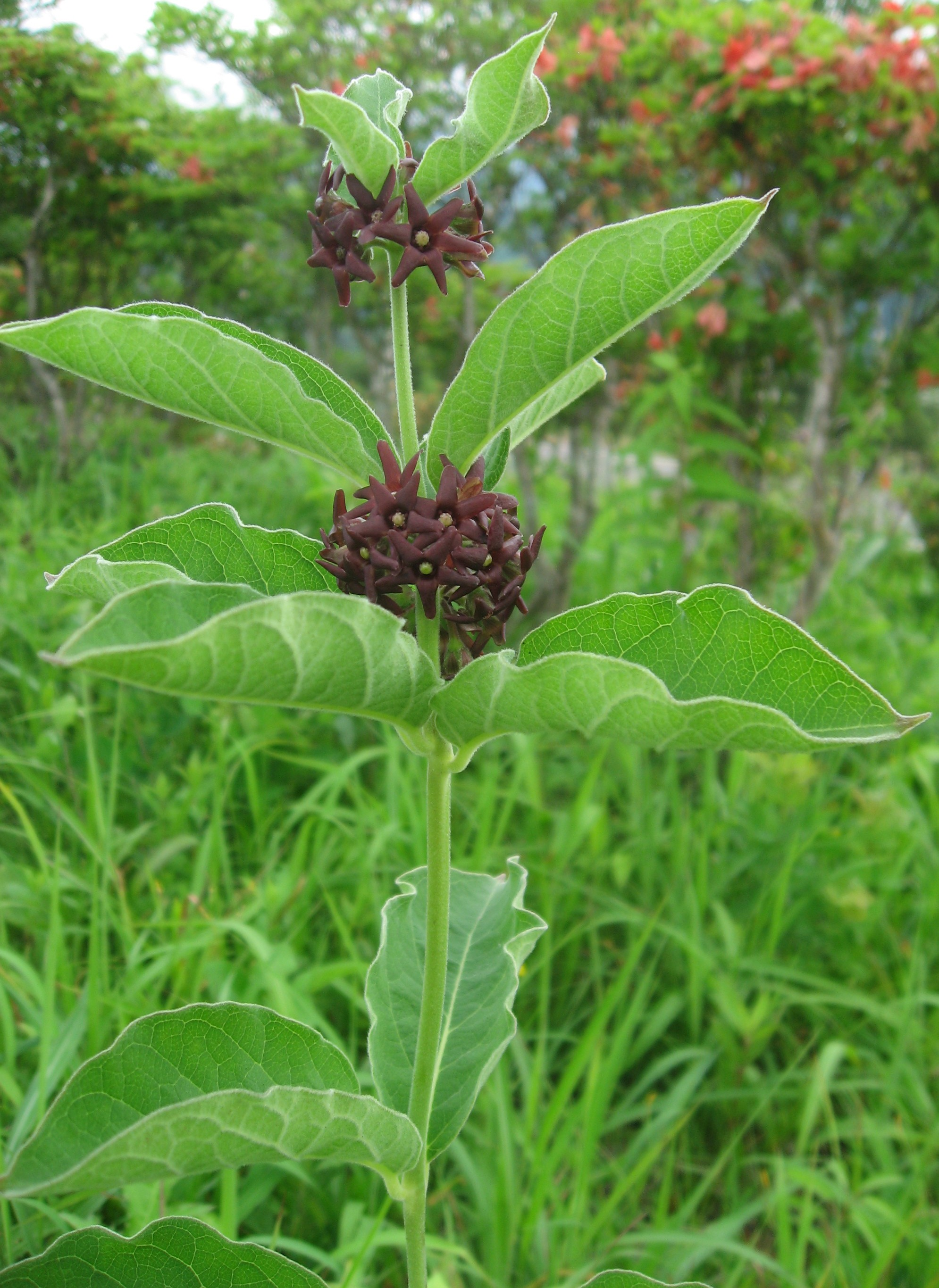
一株草叢裏的白薇

白薇屬於夾竹桃科蘿藦亞科白前屬白薇種（學名：Cynanchum atratum，改為Vincetoxicum atratum），是一種直立多年生草本植物。
在中国属于一种传统草药，但是使用程度不是特别广泛。其来源為蘿藦亞科植物白薇的乾燥根及根茎。春、秋两季采挖，除去地上部分，洗净，乾燥。

## 用途
性味归经：白薇味苦、性寒，归心、肝、胃经。
传统中医认为，白薇功效包括：清热凉血，利尿通淋，解毒疗疮。用于温邪伤营发热，阴虚发热，骨蒸劳热，产后血虚发热，热淋，血淋，痈疽肿毒。刀伤。现代医学认为，这种草药有利尿、排毒、促进心脏健康的好处。但孕妇必須慎用白薇。